# Nanashi no Game
Nanashi no Game (ナナシ ノ ゲエム?, Nanashi no Geemu, lett. Il gioco senza nome) è un videogioco pubblicato nel 2008 da Square Enix per Nintendo DS. Il videogioco ha ricevuto un sequel dal titolo Nanashi no Game: Me (ナナシ ノ ゲエム 目?, Nanashi no Geemu Me, lett. Il gioco senza nome: Occhio) oltre ad alcuni spin-off per DSiWare, Android e iOS.

## Trama
La storia ruota attorno ad un videogioco per l'immaginaria console TS (Twin Screen) che, secondo una leggenda metropolitana, sarebbe in grado di uccidere un giocatore dopo sette giorni.

## Modalità di gioco
Il videogioco mescola le caratteristiche dei videogiochi survival horror con gli elementi di un JRPG retro. Il titolo è diviso in sette capitoli.